# Stanisław Kunat
Stanisław Kunat (Kunatt) (ur. w 1799 w Michaliszkach, zm. 15 maja 1866 w Paryżu) – polski ekonomista, profesor Królewskiego Uniwersytetu Warszawskiego, członek rządu w Powstaniu listopadowym, działacz emigracyjny, wydawca prasy, nauczyciel.

## Życiorys
Urodził się w 1799 w rodzinie Karola herbu Topór pisarza aktowego smoleńskiego i jego żony Wiktorii z d. Konarskiej. Ukończył szkołę początkową w Sejnach i następnie studia w Królewskim Uniwersytecie Warszawskim w 1820 i otrzymał tytuł magistra prawa i administracji.
W tym samym roku został wysłany na dalsze nauki w zakresie nauk administracyjnych oraz technologicznych do Berlina i Paryża. Poznał ekonomię Holandii, Szwajcarii oraz Anglii. Odbył praktykę w paryskim domu bankowym Lafitte. W 1823 powrócił do kraju i przez kolejne cztery lata wykładał naukę o handlu, administracji oraz statystykę. Od 1827 prowadził w zastępstwie katedrę prawa cywilnego. Był wykładowcą w Szkole Przygotowawczej do Instytutu Politechnicznego oraz pracował jako referent w Banku Polskim.
Był zwolennikiem idei głoszonych przez D. Ricardo, przetłumaczył i wydał jego pozycję: "O zasadach ekonomii politycznej i o podatku" w dwóch tomach w 1826-1827.
W czasie powstania listopadowego jako oficer był w Gwardii Akademickiej oraz został mianowany radcą stanu i sekretarzem-redaktorem protokołów posiedzeń Rady Najwyższej Narodowej. W październiku 1831 udał się na emigrację.
Był członkiem Tymczasowego Komitetu Narodowego, współpracował z Lelewelem i należał do Rady Konserwatywnego Zakładu Polaków w Paryżu. Współredagował organ konserwatystów "Feniks" i był członkiem Towarzystwa Trzeciego Maja. W latach 1834–37 wraz z K. Bronikowskim i przez następne trzy lata samodzielnie wydawał "Kronikę Emigracji Polskiej". Współredagował w latach 1845-46 miesięcznik "Demokracja Polska w XIX wieku".
Przez okres 20 lat nauczał historii i literatury w Instytucie Panien w Hotelu Lambert oraz historii powszechnej i ekonomii w Wyższej Szkole Polskiej na Montparnasse. Należał do członków założycieli i od 1838 był sekretarzem Towarzystwa Literackiego przekształconego w Towarzystwo Historyczno-Literackie w Paryżu oraz był członkiem Towarzystwa Pomocy Naukowej.
Zmarł 15 maja 1866 i pochowany został na cmentarzu w Montmorency.